# (435) Ella
(435) Ella est un astéroïde de la ceinture principale découvert par M. Wolf et A. Schwassmann le 11 septembre 1898.
À ne pas confondre avec deux autres astéroïdes : (699) Hela et (1370) Hella.

## Compléments